# Jan Schotte
Jan Pieter Schotte, C.I.C.M. (Beveren-Leie, 29 april 1928 – Rome, 10 januari 2005) was een Vlaams Curiekardinaal van de katholieke Kerk.

## Biografie
Jan Schotte volgde de humaniora aan het Heilig-Hartcollege in Waregem.
Hij trad in 1946 toe tot de Congregatie van het Onbevlekt Hart van Maria (C.I.C.M.), ook bekend als de Missionarissen van Scheut. Op 3 augustus 1952 werd hij tot priester gewijd. Hij wilde aanvankelijk missionaris worden in China en begon de Chinese taal te studeren, maar die reis naar de Volksrepubliek ging niet door omdat in die periode het communistische regime bezig was priesters het land uit te zetten.
Van 1953 tot 1956 studeerde hij kerkelijk recht aan de Katholieke Universiteit Leuven en van 1962 tot 1963 aan de Katholieke Universiteit van Amerika in Washington D.C. Vanaf 1956 tot 1962 was pater Schotte vicerector van het toen nog bestaande Theologisch Seminarie van zijn Congregatie in Leuven.
Vanaf 1963 tot 1966 was hij rector van het Missieseminarie van zijn congregatie in Washington D.C.
In 1967 trok hij naar Rome als secretaris-generaal van de Congregatie van Scheut en bleef in die functie tot hij in 1972 in de Vaticaanse Curie aan de slag ging, aanvankelijk in een weinig opvallende positie.
Zijn ster rees toen hij, nog steeds als priester, in januari 1980 als Nederlands-Frans-Italiaans polyglot-vertaler werd toegevoegd aan de Bijzondere Synode van de Bisschoppen van Nederland, het ruim twee weken durende, strikt besloten overleg van paus, curiekardinalen en Nederlandse bisschoppen in het Vaticaan.
Op 20 december 1983 werd hij door paus Johannes Paulus II tot titulair bisschop van Silli aangesteld en op 6 januari 1984 persoonlijk door diezelfde paus tot bisschop gewijd. Het jaar daarop werd hij op 24 april tot aartsbisschop benoemd en tijdens het consistorie van 26 november 1994 tot kardinaal verheven.
Van 1985 tot 2004 was hij algemeen secretaris van de Bisschoppensynode. Tijdens de periode die daaraan voorafging was hij jarenlang vicevoorzitter van de Pauselijke Raad voor Gerechtigheid en Vrede. Van 1989 af was hij ook voorzitter van het Arbeidsministerie van het Vaticaan. Hij was tevens lid van de Congregatie voor de Bisschoppen, de Congregatie voor de Evangelisatie van de Volkeren en de Pauselijke Commissie voor Latijns-Amerika. Kardinaal Schotte was ook rechter van het opperste gerechtshof van de Kerk en rechter van het opperste gerechtshof van het Vaticaan. Hij werd gezien als papabile: een van de kandidaten om de paus op te volgen indien deze laatste zou overlijden. Zijn titelkerk was de Belgische nationale kerk te Rome, Sint-Juliaan-der-Vlamingen.
Hij stierf eerder onverwacht op 10 januari 2005 in het Gemelliziekenhuis in Rome, toevallig op dezelfde dag als zijn eveneens vele jaren aan het Vaticaan verbonden streekgenoot Werner Quintens.
Paus Johannes Paulus betoonde hem de laatste eer door tijdens zijn begrafenis, waarin Kardinaal Ratzinger voorging, de homilie uit te spreken. Het werd in feite de laatste preek van de toenmalige paus, die in april van dat jaar overleed.
Hij ligt, zoals hij wenste, begraven in zijn titelkerk, nadat hij enige tijd op het Cimitero Monumentale del Verano lag begraven.

## Verdiensten
Als algemeen secretaris van de Bisschoppensynode speelde de Belgische curiekardinaal een belangrijke rol bij de synodes van de bisschoppen van de verschillende continenten, ter voorbereiding van het Jubeljaar 2000. Kardinaal Schotte leidde elke drie jaar de belangrijke ontmoeting van de bisschoppen uit gans de wereld en tevens de continentale synodes, die onregelmatig gehouden worden. Hij sprak vlot zeven talen.
Begin 2003 verzocht de paus hem ook om hem te vertegenwoordigen in juni van datzelfde jaar tijdens de grote jubileumviering in de Jaarbeurs te Utrecht, naar aanleiding van de 150e verjaardag van het herstel van de bisschoppelijke hiërarchie in Nederland. Als nauw medewerker van paus Johannes Paulus II was de Belgische kardinaal tijdens de eucharistievieringen in Rome en de buitenlandse reizen vaak in de buurt van de paus te zien.
Kardinaal Schotte werd in 1986 ridder in de ludieke West-Vlaamse Orde van 't Manneke uit de Mane. Hij ontving  ook eretekens in de Belgische nationale orden, alsook eretekens uit andere landen.
In 2000 werd hij ereburger van de stad Waregem, waar zijn geboorteplaats deel van uitmaakt.